# 石井照久
石井 照久（いしい てるひさ、1906年（明治39年）11月23日 - 1973年（昭和48年）7月16日 ）は、日本の法学者。専門は商法。学位は、法学博士（東京大学・論文博士・1962年）（学位論文「労働法総論」）。東京大学名誉教授。成蹊大学長。田中耕太郎門下。弟子に鴻常夫、谷川久、佐藤庸、保原喜志夫、花見忠など。

## 来歴・人物
佐賀県小城市出身。生家の石井家は佐賀藩の重臣の家柄で、初代藩主鍋島勝茂の従兄石井忠明（石井賢次の長男）の次男忠正（小城藩士）の子孫とされる。父は台湾総督府法務部長をつとめた石井為吉。兄に石井悟一陸軍中佐がいる。
戦後はGHQの占領行政下の法制審議会商法部会委員として、アメリカ会社法の制度を大幅に導入した商法改正を主導した。司法試験考査委員や第6代中央労働委員会委員長、人事院参与等を歴任した。労働法分野の業績も多く、中央労働委員会会長（第6代）を務めた。
著書に『海商法』『商法総則』『労働法総論』『海商法』『会社法』などある。商法主要分野を網羅した体系書である「商法Ⅰ～Ⅶ」(勁草書房)の一部は石井の死後、弟子の鴻常夫により補訂されている。 
ノンフィクション作家で、拓殖大学客員教授の関岡英之は外孫にあたる。なお、門下生には、商法では鴻常夫、谷川久、佐藤庸らが、労働法では保原喜志夫や花見忠らがいる。

## 学歴・経歴
- 1924年 東京府立第一中学校卒業。
- 1928年 第一高等学校卒業。
- 1931年 東京帝国大学法学部卒業。東京大学法学部研究室において田中耕太郎に師事。
- 1933年 同大学法学部助教授。
- 1944年 同法学部教授。
- 1961年 同法学部長。
- 1962年 東京大学より法学博士の学位を受く（学位論文「労働法総論」）。
- 1967年 東京大学定年退官。同名誉教授。成蹊大学法学部教授・同法学部長。
- 1969年 成蹊大学学長就任。藍綬褒章。
- 1973年 同学長在職中に逝去。従三位勲一等瑞宝章。墓所は多磨霊園。
- 1974年 蔵書が国立国会図書館に寄贈される[1]。

## 著書
- 海商法 第1分冊　文精社　1936
- 商法第二部 1 (保険法)文精社　1937
- 海商法概論　岩波書店　1938
- 海運統制法論　岩波書店　1944
- 商法 勁草書房,1948-50
- 商法講義 商法総論　有斐閣,1948.
- 労働権　中央労働学園,1948.
- 企業形態論　有斐閣,1949.
- 社債法　勁草書房,1949.
- 商法概論　勁草書房,1950.
- 労働法　勁草書房,1952.
- 労働法講話　有信堂,1954.
- 商法総則　弘文堂,1955.4.
- 概説商法　勁草書房,1956.
- 商法教材 勁草書房,1956.
- 普通契約条款　勁草書房,1957.
- 労働基本権　有信堂,1957.
- 労働法総論　有斐閣,1957
- 株主総会の研究　有斐閣,1958.
- 商法における基本問題　勁草書房,1960.
- 労働協約と就業規則　弘文堂,1960.
- 労働法概論 勁草書房,1960.
- 例解商法 白桃書房,1963.
- 労働組合の組織と機能　文久書林,1963.
- 海商法　有斐閣,1964.法律学全集
- 労働法の研究 第1-3 有信堂,1967-70
- 商行為法・海商法・保険法　勁草書房,1971.
- 要説労働法　弘文堂,1971.法律学入門双書
- 商法論集　勁草書房,1974

## 石井の死後、鴻常夫により補訂された著書
- 商法総則(商法Ⅰ)　勁草書房,1975
- 会社法 第1巻 (商法Ⅱ-1) 勁草書房,1977
- 手形・小切手(商法Ⅳ)　勁草書房,1975
- 商行為法(商法Ⅴ-1、Ⅴ-2)　勁草書房,1975

## 共編著
- 中華民国海商法 鈴木竹雄共著.中華民国法制研究会,1936-38
- 新らしい株式会社の定款 矢沢惇共著.有斐閣,1950.
- 改正株式会社法解説　鈴木竹雄共著.日本評論社,1950.
- 新らしい株式会社法の実施 矢沢惇共著.有斐閣,1951.
- 新会社法の問題点 大住達雄対談.勁草書房,1951.
- 商法会社編学説判例総覧 鈴木竹雄,高窪喜八郎共編.中央大学出版部,1953.
- 註解株式会社法. 第1巻 (設立)勁草書房,1953.
- 株式 三戸岡道夫共著.青林書院,1954.　実務法律講座
- 経営と会社法 吉田昂,大住達雄共著.白桃書房,1954
- 労働協約 吾妻光俊共編著.勁草書房,1954.
- 例解商法精義 第1 大住達雄共著.白桃書房,1957.
- 労働法 萩沢清彦共著.青林書院,1958.
- 手形・小切手法 約束手形を中心として 高橋勝好共著.青林書院,　1959.
- 会社法 鈴木竹雄共編.青林書院,1961.
- 商法総則・商行為法 鈴木竹雄共編.青林書院,1961.
- 手形法・小切手法 鈴木竹雄共編.青林書院,1961.
- 保険法・海商法 鈴木竹雄共編.青林書院,1961.
- 労働法演習 有泉亨共編.有斐閣,1961.
- 労働法大系 第1-5 有泉亨共編　有斐閣、1963
- ケースブック労働法　有信堂,1964.
- 例解商法 第1 (商法総則・商行為法)白桃書房,1964.
- 労働法判例命令要旨集　第一法規出版,1964.
- 手形法小切手法判例要旨集　第一法規出版,1966.
- 経営法学全集 全20巻 有泉亨,金沢良雄共編.ダイヤモンド社,1967-69
- 現行会社六法　第一法規出版　1967-
- 会社法律大事典　第一法規出版,1968 2版.
- 学習小六法. 昭和43,44年版　第一法規出版,1967-68.
- 就業規則の実証的研究　日本労働協会,1968.
- 職場の労働法 第1-2 有泉亨共編.日本生産性本部,1968.
- 労働法 萩沢清彦,花見忠共編.有信堂・高文社,1968.
- 労働法判例要旨集 萩沢清彦共編著.第一法規出版,1969.
- 会社法判例要旨集　第一法規出版,1973.

## 追悼文集
- 商事法の諸問題 石井照久先生追悼論文集　編集代表 鴻常夫.有斐閣,1974.
- 労働法の諸問題 石井照久先生追悼論集　東京大学労働法研究会編　勁草書房,1974.